# Maxwell D. Taylor
Maxwell Davenport "Max" Taylor, född 26 augusti 1901 i Keytesville, Missouri, död 19 april 1987 i Washington, D.C., var en amerikansk yrkesmilitär i USA:s armé. 

## Biografi
Taylor deltog i fälttåget i Sicilien och Italien 1943–1944 och ledde 101st Airborne Division på västfronten 1944–1945. Han blev fyrstjärnig general 1953 och var befälhavare över 8. amerikanska armén under slutfasen av Koreakriget. 
Maxwell var chef  för de amerikanska trupperna i Fjärran Östern 1954–55, arméstabschef 1955–59. På grund av oenighet med president Dwight D. Eisenhowers försvarspolitik tog Maxvell avsked och lade fram sin kritik i boken The Uncertain Trumpet (1960). Han var sedan president Kennedys militära rådgivare 1961–62, USA:s försvarschef 1962–64 och ambassadör i Sydvietnam 1964–65. Maxwell avslutade sin karriär som rådgivare till president Johnson i säkerhetsfrågor 1965–69.